# Crise constitucional na Moldávia em 2019
A crise constitucional moldava de 2019 ocorreu na Moldávia de 7 a 15 de junho de 2019. A crise política opôs o governo cessante do Partido Democrático de Vladimir Plahotniuc, apoiado pelo Tribunal Constitucional, e a coalizão que combina o Partido dos Socialistas com os dois partidos: o Plataforma Verdade e Dignidade e o Partido Ação e Solidariedade, que compõem a aliança ACUM, apoiada pelo Presidente Igor Dodon.
Em meados de 2019, uma sequência de eventos após as eleições parlamentares na Moldávia em fevereiro de 2019 - e as subsequentes tentativas de formar e instalar um novo governo - culminaram nos cargos de primeiro-ministro e Presidente do Parlamento, bem como dos poderes e deveres do o Presidente, sendo reivindicados por indivíduos concorrentes.
Em 8 de junho de 2019, Maia Sandu foi eleita primeira-ministra pelo parlamento - formando um gabinete, enquanto Zinaida Greceani foi eleita presidente do Parlamento. No entanto, em 9 de junho de 2019, o Tribunal Constitucional suspendeu temporariamente o Presidente da Moldávia - Igor Dodon, dos poderes e deveres do seu cargo e um dos requerentes ao cargo de primeiro-ministro, Pavel Filip, foi nomeado presidente em exercício. Filip imediatamente emitiu um decreto dissolvendo o parlamento, enquanto o novo governo declarou que essa medida era ilegal.

## Antecedentes
A Moldávia é uma república parlamentar. Em dezembro de 2016, Igor Dodon, ex-líder do Partido dos Socialistas da República da Moldávia, foi eleito presidente. Ele é descrito como pró-russo e foi apoiado pela Rússia. Em fevereiro de 2019, como resultado das eleições parlamentares, o Partido Socialista ganhou 35 assentos no parlamento, seguido pelo Partido Democrático da Moldávia presidido por Vladimir Plahotniuc (30 assentos), o bloco eleitoral ACUM (Partido Ação e Solidariedade-Plataforma Verdade e Dignidade) de Sandu e Andrei Năstase (26 assentos), o Partido Șor  (7 assentos), e os candidatos independentes (3 assentos). Pela constituição, o parlamento tem "três meses" (Artigo 85) para formar um governo; se não for capaz de formar o governo, o presidente pode dissolver o parlamento e convocar novas eleições. O Tribunal Constitucional interpretou o termo como correspondente a 90 dias, o que é dois dias a menos do que a soma de março, abril e maio. Até que o novo governo fosse formado, o gabinete de Filip cessante, constituído pela legislatura anterior dominada pelo Partido Democrata, deveria manter o controle do executivo. A configuração pós-eleitoral do parlamento da Moldávia não deu maioria absoluta a nenhum dos dois partidos, tornando assim necessária uma coligação de dois dos três maiores partidos para obter maioria e eleger um primeiro-ministro.

## Crise
Em 7 de junho, o Tribunal Constitucional decidiu que novas eleições parlamentares seriam realizadas caso nenhum governo fosse constituído antes do prazo de três meses a partir da validação dos resultados das eleições em 9 de março. Isso desencadeou a formação de uma coalizão. No sábado, 8 de junho, o bloco eleitoral ACUM (DA-PAS) finalmente chegou a um acordo com o Partido Socialista. Este acordo permitiu a Sandu formar o governo e a líder da facção parlamentar dos socialistas, Zinaida Greceanîi, tornar-se presidenta do Parlamento. Isso ocorreria um dia depois do prazo de 90 dias e antes do prazo de três meses. Dodon se recusou a intervir para dissolver o parlamento. O Partido Democrata  foi excluído e o deputado democrata Sergiu Sîrbu apresentou um pedido ao Tribunal Constitucional para destituir Dodon por sua incapacidade de dissolver o governo. O tribunal, que é considerado sob influência do Partido Democrata, concordou com o pedido, em 9 de junho, demitindo Dodon e designando Filip como presidente interino. Filip dissolveu o parlamento e anunciou que eleições antecipadas seriam realizadas em 6 de setembro.
A coalizão considerou a decisão de Filip como ilegal. No dia 8 de junho, partidários do Partido Democrata começaram a instalar tendas em Chișinău.
Em 14 de junho, Filip decidiu renunciar ao governo em prol da estabilidade política, mas exigiu eleições imediatas e se recusou a reconhecer o governo de Sandu como legal. A medida não afetou o status presidencial de Dodon.
Em 15 de junho, o Tribunal Constitucional revogou as decisões, sentenças e opiniões que desencadearam a crise. Também foi relatado que o líder do Partido Democrata Vladimir Plahotniuc fugiu do país em um jato particular no dia anterior. Ele alegou que havia deixado "por alguns dias", a fim de visitar sua família.
Em 20 de junho, o presidente do Tribunal Constitucional, Mihai Poalelungi, renunciou ao cargo. Mais tarde, em 26 de junho, o restante dos juízes constitucionais também anunciaram suas renúncias. Esta medida foi bem recebida pela presidente e pela primeira-ministra, que afirmaram que, através das renúncias em massa e da eleição de novos juízes independentes, a integridade do Tribunal Constitucional poderá ser restaurada.